# Cromatografia di esclusione molecolare

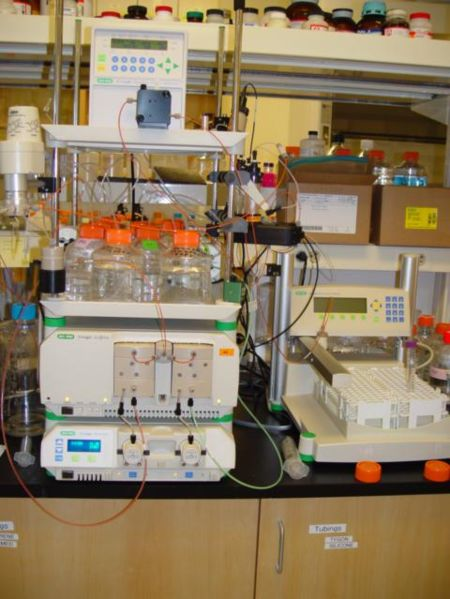
Apparecchiatura utilizzata per effettuare cromatografia di esclusione molecolare

La cromatografia di esclusione molecolare è un processo di analisi che si utilizza per separare sostanze organiche aventi elevati pesi molecolari, soprattutto proteine e macromolecole.
Il concetto che sta alla base di questa separazione è molto semplice: la "fase stazionaria", ovvero la resina, è costituita da granuli di gel con pori di dimensione controllata. La reazione tra destrano e epicloridrina determina la formazione di un polimero chiamato Sephadex ampiamente utilizzato come resina per gel filtrazione. La "fase mobile" è un solvente organico o acquoso ed eluisce i soluti attraverso la colonna cromatografica.
I soluti con un volume maggiore dei pori della fase stazionaria (ovvero con un peso molecolare molto elevato) usciranno dalla colonna con il fronte del solvente, i soluti che invece hanno dimensioni minori rispetto al diametro e alla superficie dei pori saranno trattenuti dalla colonna per un tempo inversamente proporzionale al peso molecolare del soluto stesso.

## Generale
Nella cromatografia per esclusione si individua un V0 che è il volume della fase mobile che non occupa i pori e un VP che è il volume occupato dai pori.
Ogni soluto ha un suo caratteristico parametro nella cromatografia per esclusione chiamato coefficiente di distribuzione K' = VA / VP  dove VA indica la frazione di VP occupato dal soluto in questione. Per VA = 0 si ha K' = 0, per VA = VP, si ha K' = 1.
Nell'applicazione pratica si costruisce una retta di taratura: log p.m. vs Volume e da questa retta è possibile poi risalire ai pesi molecolari dei soluti che si sta analizzando. Il volume morto, o volume interparticellare, viene ottenuto iniettando un analita di dimensioni tali da non essere assolutamente trattenuto dai pori. Il valore minimo di PM per cui questo accade determina la zona di esclusione totale. Per trovare il volume intraparticellare occorre osservare il volume di eluizione dell'analita che viene trattenuto da tutti i pori e sottrarvi il volume morto. Questo PM (il massimo ad essere trattenuto di più) determina la zona di permeazione totale. Al di sotto di esso ogni analita viene trattenuto per lo stesso tempo dalla colonna.

## Tipi di cromatografia di esclusione
La cromatografia di esclusione si divide in:
- Cromatografia di esclusione dimensionale (SEC, size-exclusion chromatography);
- Cromatografia di filtrazione su gel (GFC, gel filtration chromatography);
- Cromatografia a permeazione di gel (GPC, gel permation chromatography).

La filtrazione su gel e la permeazione si ottengono solo se la fase fissa è un materiale rigido. Avviene la filtrazione se si utilizza una fase mobile acquosa. Avviene la permeazione se si utilizza una fase mobile organica.

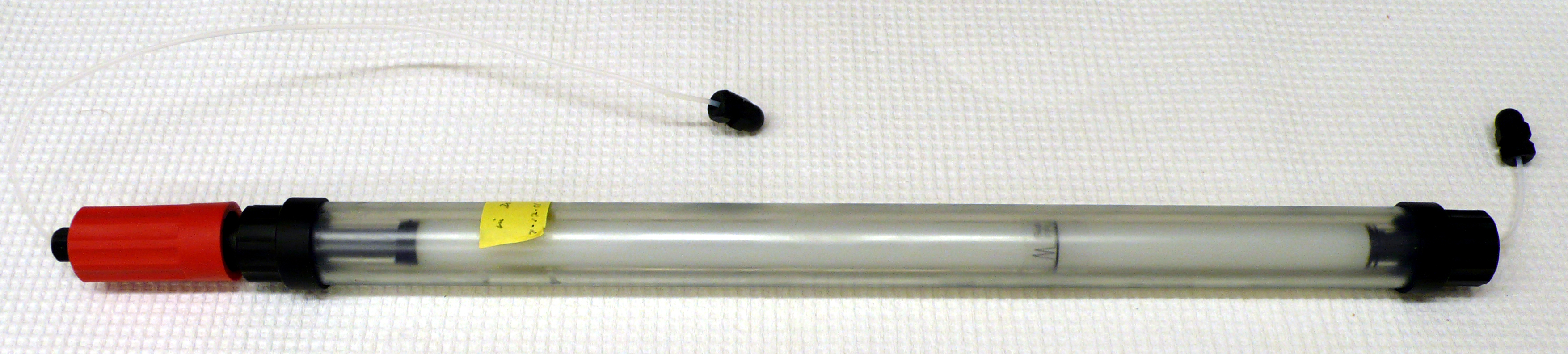
Una colonna per gel filtration chromatography

## Caratteristiche della fase mobile
Poche ma fondamentali sono le caratteristiche che deve avere la fase mobile per la cromatografia per esclusione.
- Buoni solventi per i soluti: devono essere in grado di scioglierli anche per alte concentrazioni;
- Non interagire con la fase fissa.

## Fasi fisse
In questo tipo di cromatografia le fasi fisse si dividono in tre categorie:
1. Materiali rigidi;
2. Materiali semirigidi;
3. Materiali morbidi.

I materiali rigidi sono in genere silice ed allumina. Hanno il pregio di non deformarsi sotto alte pressioni, ma possono dare interazioni di adsorbimento con i soluti. Si elimina l'adsorbimento funzionalizzando i gruppi silanolici della silice con gruppi trimetilclorosilano.
I materiali semirigidi sono copolimeri. Il più diffuso è quello formato da stirene e divinilbenzene. Il loro pro è di risultare inerti di fronte ai soluti. Il loro contro è che ad alte pressioni i loro pori si distorcono parzialmente. Si può ovviare a ciò aumentando la percentuale di divinilbenzene.
I materiali soft sono formati da polisaccaridi. Questo materiale viene poco utilizzato perché all'aumentare della pressione i suoi pori subiscono forti distorsioni.
La scelta della fase fissa si basa sulla polarità dei soluti: Silice per soluti polari, copolimeri per soluti apolari.